# Artimus Pyle
Thomas Delmer "Artimus" Pyle (15 de julio de 1948) es un músico estadounidense, popular por ser baterista de la agrupación Lynyrd Skynyrd, por lo que fue presentado en el Rock and Roll Hall of Fame en el año 2006. Además de Lynyrd Skynyrd, Pyle llevó a cabo su propia banda, denominada Artimus Pyle Band (A.P.B.), incluyendo a los músicos Darryl Otis Smith, John Boerstler, Steve Brewington y Steve Lockhart.

## Discografía

### Lynyrd Skynyrd
- Nuthin' Fancy (1975)
- Gimme Back My Bullets (1976)
- One More from the Road (1976)
- Street Survivors (1977)
- Legend (1987)
- Southern by the Grace of God (1988)
- Lynyrd Skynyrd 1991 (1991)

### Artimus Pyle Band
- A.P.B. (1981)
- Nightcaller (1983)
- Live from Planet Earth (2000)
- Artimus Venomous (2007)